# Резніченко Євгеній Олександрович
Євгеній Олександрович Резніченко (нар. 28 березня 1998, м. Херсон, Україна) — український театральний режисер, художник, перекладач.

## Життєпис
Народився 28 березня 1998 року у місті Херсон.
Закінчив театральне відділення Херсонського Таврійського ліцею мистецтв. 2021 року закінчив Київський національний університет театру, кіно і телебачення імені Івана Карпенка-Карого (майстерня Володимира Судьїна). Будучи студентом 4-го курсу поставив свої дві перші вистави у Херсонському обласному академічному музично-драматичному театрі ім. Миколи Куліша.
2020 року поставив сайт-специфік виставу «Сон у літню ніч» за Вільямом Шекспіром на лісовій сцені Херсонського обласного академічного музично-драматичного театру ім. Миколи Куліша, під час якого глядач пересувався за артистами олешківським лісом. Робота стала лауреатом XXII Міжнародного театрального фестивалю «Мельпомена Таврії» та була відзначена 3 спеціальними номінаціями.
До «Театру на Чайній» вперше потрапив глядачем, під час репетицій вистави в Одеському обласному академічному російському драматичному театрі, й по перегляду вистави «Ілюзії» Олександра Оніщенка загорівся бажанням долучитися до цього колективу. Першою спільною роботою з театром став вербатім «Я. Кохаю. Тебе.», відмічений як краща ансамблева робота фестивалю «Мельпомена Таврії».
Російського вторгнення в Україну 2022 року застав у Херсоні. Виїхати з окупованого міста вдалося за півтора місяця.
Вистави Євгенія Резніченка йдуть в репертуарах театрів Херсона, Миколаєва, Одеси, Києва.

## Режисерські роботи в театрі
Втілив 15 постановок на сценах 8 театрів 4 театральних міст України.
Херсонський обласний академічний музично-драматичний театр імені Миколи Куліша
- 2018, 15 грудня — «Лускунчик» Євгенія Резніченка за мотивами повісті-казки Ернста Теодора Амадея Гофмана
- 2019, 20 квітня — «#Фейс_контроль» за п’єсою «Потвора» Маріуса фон Майєнбурга[en]
- 2020, 20 червня — «Сон літньої ночі» за однойменною п'єсою Вільяма Шекспіра[6][7][8]
- 2020, липень — «Дванадцята ніч, або Що захочете» за п'єсою Вільяма Шекспіра
- 2022, 14 жовтня — «Лишатися (не) можна…» Ксенія Швець на основі реальних історій перебування в російській окупації Херсонської області артистів театру та деяких херсонців

Одеський обласний академічний російський драматичний театр
- 2019, 22 листопада — «На всякого мудреця досить простоти» Олександра Островського
- 2021, травень — «Зірки в шоці» за п’єсою «Noises off або Шум за сценою[en]» Майкла Фрейна[en]

«Театр на Чайній» (м. Одеса)
- 2020, 7 жовтня — «Я. Кохаю. Тебе.» Євгенія Резніченка та акторів вистави[9]
- 2021, 7 грудня — «Вихід» за мотивами п'єси «Контрабас» Патріка Зюскінда
- 2021, 18 грудня — «Казка-розмальовка» спільне авторство акторів вистави

Миколаївський національний академічний український театр драми і музичної комедії
- 2022, 3 лютого — «Кар’єра за прізвищем» за п’єсою «Мина Мазайло» Миколи Куліша[10]
- 2023, 8 квітня — «Тартюф» за однойменною п'єсою Мольєра
- 2023, 8 вересня — ⁣ «Родина напрокат» за п’єсою «Месьє Амількар, або Людина, яка платить» Іва Жаміака[11]
- 2024, 1 листопада — «Сон літньої ночі» за однойменною п'єсою Вільяма Шекспіра[12][13]

Одеський обласний театр ляльок
- 2023, 13 травня — «Сон літньої ночі» за однойменною п'єсою Вільяма Шекспіра[14][15]

Київський академічний театр драми і комедії на лівому березі Дніпра
- 2023, 30 червня — «37 листівок» Майкла МакКівера (переклад – Євгеній Резніченко)[16]

Одеський театр юного глядача ім. Юрія Олеші
- 2024, 24 лютого — «Молочайник» Оксани Гриценко[17][18][19][20]

Одеський академічний український музично-драматичний театр імені Василя Василька
- 2024, 8 травня — «Камінь» Маріуса фон Майєнбурга (переклад – Наталка Сняданко)[21]

## Участь у фестивалях
- 2020 — XXII Міжнародний театральний фестиваль «Мельпомена Таврії» (м. Херсон) — вистава «Сон літньої ночі» (Херсонський обласний академічний музично-драматичний театр імені Миколи Куліша) — відзнака «Творчий діалог мистецтва і природи» (реж. Євгеній Резніченко), «Краща жіноча роль другого плану» (Вікторія Кириченко за роль Пака[en]), «Краща чоловіча роль другого плану» (Сергій Мевша за роль Горошка)[2][7]
- 2021 — XXIII Міжнародний театральний фестиваль «Мельпомена Таврії» (м. Херсон) — вистава «Я. Кохаю. Тебе.» (Театр на Чайній) — «Краший акторський ансамбль»
- 2022 — XXIV Міжнародний театральний фестиваль «Мельпомена Таврії» (м. Херсон) — вистава «Кар’єра за прізвищем» (Миколаївський національний академічний український театр драми і музичної комедії)[10]